# Seleção Lituana de Voleibol Masculino
A seleção lituana de voleibol masculino é uma equipe europeia composta pelos melhores jogadores de voleibol da Lituânia. A equipe é mantida pela Federação Lituana de Voleibol (Lithuanian Volleyball Federation). A equipe não consta no ranking mundial da FIVB segundo dados de 4 de janeiro de 2012.